# Teixidor gorjabrú septentrional
El teixidor gorjabrú septentrional (Ploceus castanops) és un ocell de la família dels ploceids (Ploceidae).

## Hàbitat i distribució
Habita canyars a prop de l'aigua, al nord-est i centre de la República Democràtica del Congo, Uganda, oest de Kenya, extrem nord-oest de Tanzània i Ruanda.